# Astrid Lindgren
Astrid Anna Emilia Lindgren, švedska mladinska pisateljica, * 14. november 1907, Vimmerby, Småland, Švedska, † 28. januar 2002, Stockholm, Švedska. 
Njene knjige prevedene v več kot petdeset jezikov in njeno razposajeno Piko Nogavičko poznajo otroci na vseh celinah. Tudi njene kasneje napisane povesti so zelo priljubljene, na primer knjiga o Bratih Levjesrčnih, ki je bolj podobna pravljici v klasičnem smislu s fantastičnimi, grozljivimi in romantičnimi prvinami in s poudarkom na boju med dobrim in zlom. Nekaj teh prvin je tudi v Ronji, razbojniški hči, čeprav so človeški liki v njej bolj sodobno psihološko niansirani. 
Njene knjige so prevedene v več kot 70 jezikov v več kot 100 državah.
Rodila se je v kmečki družini. Od leta 1946 do leta 1970 je bila urednica za mlade v ugledni švedski založbi. Napisala je preko 30 del za mladino, pisanih realistično in z bogato fantazijo. 
Njena najbolj znana junakinja je Pika Nogavička (švedsko Pippi Långstrump), ki jo je pisateljica ustvarila za svojo hči Karin.
Leta 1958 je postala druga dobitnica nagrade za mladinsko literaturo Hans Christian Andersen.
Po njeni smrti je švedska vlada v njen spomin ustanovila nagrado Astrid Lindgren. Nagrada ima največji denarni sklad (med nagradami za otroško literaturo), ki znaša pet milijonov švedskih kron.
Po njenih delih so bili posneti tudi filmi in nadaljevanke.

## Zgodovina
Astrid Anna Emilia Ericsson se je rodila 14. novembra leta 1907, kot drugi otrok Samuela Ericssona in njegove žene Hanne na kmetiji Näs, ki stoji na obrobju malega mesta Vimmerby na Švedskem. Odraščala je ob starejšemu bratu in dveh mlajših sestrah. V tem malem mestu je preživela zelo srečno otroštvo. Sama je govorila, da so k temu največ prispevale knjige, narava in igra. Otroci so se igrali od jutra do večera, saj so imeli veliko svobode, narava pa jim je omogočala veliko možnosti za igro. Kot otrok je plezala vsepovsod, kjer se je le dalo in veliko je tudi brala.
Leta 1914 je prvič prestopila prag Vimmerbyske osnovne šole. Tam je preživela lepe in tudi manj lepe šolske dni. Svoj zaključni izpit je opravila z dobrimi rezultati, njen najboljši predmet je bil švedščina. Pri trinajstih letih se je odločila, da nikoli ne bo postala pisateljica. V to je verjela dolgo časa, a kasneje se je obrnilo čisto drugače. Osnovno šolo je končala leta 1923, že leto kasneje pa je dobila službo pri Vimmerbyski časopisni hiši.
Pri osemnajstih letih se je preselila v švedsko prestolnico Stockholm, da bi se izšolala za tajnico. Tam je spoznala tudi svojega bodočega moža Stura. Leta 1926 je rodila prvega otroka – sina Larsa za katerega so nekaj časa skrbeli starši, saj je ona še študirala. Poročila se je leta 1931 in tako dobila priimek Lindgren, pod katerim jo še danes poznamo. Čez tri leta je rodila še svojega drugega otroka, tokrat hči Karin.
Ko je pri sedemintridesetih letih padla po ledu in si zvila gleženj, je bila kot prikovana na posteljo in ni imela česa početi. Takrat je začela zapisovati dogodivščine o Piki Nogavički. Pika je bila sicer v njenih mislih rojena že leta 1941, vendar njenih dogodivščin nikoli ni spravila na papir. Do tega jo je pripravila šele nesreča in hčerka, ko je zbolela za pljučnico. Sprva je bil rokopis zavrnjen, tako je Pika Nogavička izšla kot drugo književno delo Astrid Lindgren leta 1945 pri ugledni založbi Raben in Sjörgen, kjer je tudi dobila prvo nagrado z imenom Rabén & Sjögren's Best Children's Book Competition. Tam se je nato tudi zaposlila. Do leta 1948 sta prvemu delu sledili še Pika Nogavička se vkrcava na ladjo in Pika Nogavička v deželi Taka-Tuka. Po začetnih težavah s kritiki je Pika končno zmagala, to zaslugo pa je imela seveda Astridina največja in najbolj pomembna skrivnost. To pa je bila, da se je spominjala, kako je biti otrok, zato je tudi lahko pisala knjige za otroke, kakršna je sama nekoč bila. V knjigah je tudi obsojala vsako nasilje, najbolj ostro pa nastopala proti nasilju odraslih nad otroki.
Nekoč je tudi rekla: »Ni lahko biti majhen, ubog in sam. Svet je poln neznanega in poln stvari, ki te strašijo. In vse, na kar se otrok lahko zanese, so odrasli. Oni bi morali poskrbeti, da bi bil svet varen, topel in prijazen za otroka. Toda ali to storijo?« 
Astrid Lindgren je svoje knjige namenjala otrokom v tolažbo in zabavo, obenem pa upala, da bodo njene knjige prispevale k bolj zavzetemu odnosu do otrok. Leta 1955 je izdala knjigo Bratec in kljukec s strehe, leto kasneje pa knjigo Erazem in potepuh.
Leta 1958 je bila druga dobitnica nagrade za mladinsko literaturo in prejela je knjižno nagrado Hansa Christiana Andersena. Nekaj let kasneje je izdala svojo knjigo Emil iz Lönneberge. Leta 1970 se je pri založbi Raben in Sjörgen upokojila. Tri leta kasneje je prejela nagrado Lewis Carroll Shelf Award za knjigo Pika Nogavička. Istega leta je izdala tudi knjigo Brata levjesrčna. Dobila je tudi nagrado International Book Award od UNESC-a. Leta 1981 je izdala knjigo Ronja, razbojniška hči in za to knjigo dobila nagrado Mildred Bitchelerd Award.
Leta 1987 je izjavila: »Da bi pisali knjige za otroke, sploh ni pomembno imeti lastnih otrok, le sami smo morali biti nekoč otroci in moramo se spominjati, kako je takrat bilo.« 
Leto kasneje so na njeno pobudo na Švedskem sprejeli zakon o zaščiti živali imenovan Lex Astrid.
Leta 1997 je Astrid praznovala svoj devetdeseti rojstni dan. Takrat je bila na Švedskem tudi izbrana za najpopularnejšo osebo leta. Umrla je visoke starosti, 28. januarja 2002 v Stockholmu stara 94 let. Po njeni smrti je švedska vlada v njen spomin ustanovila nagrado Astrid Lindgren, ki ima največji denarni sklad med nagradami za otroško literaturo.
Astrid Lindgren je bila v 20. stoletju ena najpomembnejših avtoric za mlade. Svetovni sloves ji je prinesla že kar njena prva knjiga o Piki Nogavički. Njena dela so prevedena v več kot 60 jezikov. Kljub izredni popularnosti in kvaliteti ni bila dobitnica Nobelove nagrade za književnost. Po njenih knjigah pa je bilo posnetih tudi nekaj nadaljevank in filmov.

## Dela
Najbolj znana dela Astrid Lindgren:
- Pika Nogavička (Pippi Långstrump) (1945-1948)
- Detektivski mojster Blomkvist (Mästerdetektiven Blomkvist) (1946)
- Bratec in Kljukec s strehe (Karlsson på taket) (1955)
- Erazem in potepuh (1956)
- Emil iz Lonnenberge (Emil i Lönneberga) (1963)
- Brata levjesrčna (Bröderna Lejonhjärta) (1973)
- Ronja, razbojniška hči (Ronja rövardotter) (1981)